# Avengers Grimm
Avengers Grimm – Eine Schlacht die ihresgleichen sucht ist ein Fantasyfilm von Jeremy M. Inman und wurde von The Asylum produziert. Das Fantasy-Abenteuer kam am 17. März 2015 mit dem Untertitel A battle of legendary proportions in die US-amerikanischen Kinos und erschien am 14. April 2015 auf DVD und Blu-ray, in Deutschland am 24. April. Als Darsteller konnten der aus Starship Troopers bekannte Casper Van Dien und der Bodybuilder Lou Ferrigno (Der unglaubliche Hulk und Avengers: Age of Ultron) gewonnen werden. Der Film ist ein Mockbuster und basiert auf dem Film Avengers: Age of Ultron und der Serie Once Upon a Time – Es war einmal ….

## Handlung
Es war einmal zu einer finsteren Zeit an einem bösen Ort in der Märchenwelt, in der Magie alltäglich war, als der dunkle Zauberer Rumplestiltskin (Rumpelstilzchen) den magischen Spiegel zerstörte, um so ein Portal zu erschaffen, das ihn direkt in die moderne Menschenwelt befördern soll. Dort angekommen plant er die Menschenwelt zu versklaven und alles Gute zu vernichten. Er ist allerdings nicht der Einzige, der durch das entstandene Portal gezogen wird. Snow White (Schneewittchen), die Königin des Märchenreichs, folgt ihm durch Zeit und Raum in die moderne Welt und auch ihre Freundinnen Cinderella (Aschenputtel), Rapunzel, Red (Rotkäppchen) und Sleeping Beauty (Dornröschen). Gemeinsam wollen sie verhindern, dass Rumplestiltskin seinen Eroberungszug fortsetzt. Hierbei nutzt jede der Frauen ihre individuelle Superkraft. Dornröschen kann Feinde einschlafen lassen, Rapunzel benutzt ihren langen Zopf als eine Art Morgenstern, Schneewittchen kann alles erstarren lassen, Rotkäppchen ist eine ausgezeichnete Jägerin und Aschenputtel kann ein wenig zaubern.
Rumplestiltskin hingegen kann die Menschen nach seinem Gutdünken lenken und beeinflussen, und sie bieten ihm keine Gegenwehr, denn sie beherrschen keine Magie. Nach seiner Ankunft in der Menschenwelt wird der Bösewicht schnell zum Bürgermeister einer Stadt, und an seiner Seite agiert der große, fast genauso böse Wolf.
Es liegt daher nun in den Händen der Powerfrauen, die Menschenwelt zu retten und auch das Märchenreich für alle Zeit vor Rumplestiltskin schützen. Die Freundinnen müssen hierzu nicht nur gegen Rumplestiltskin kämpfen, sondern stoßen auch auf eine Reihe dämonischer Wesen und Wolfsmenschen, und auch die Polizei und Politik hat Rumplestiltskin unter seine Kontrolle gebracht.

## Kritiken
Anders als der Titel vermuten lässt hat Avengers Grimm nur wenig mit den Marvel-Comics zu tun. Die Adaption von Avengers als Teil des Filmtitels (in Anlehnung an Avengers: Age of Ultron) wurde lediglich dadurch umgesetzt, dass die dort gemeinsam kämpfenden Superhelden Iron-Man, Thor, Hulk und Captain America durch weibliche Märchenfiguren mit vergleichbaren Superkräften ersetzt wurden und hierdurch eher wie eine Kinofassung von Once Upon a Time wirkt.
Nachdem die Mockbuster von The Asylum meist schon kurz nach der Veröffentlichung verrissen werden, fielen die Kritiken für Avengers Grimm ausgesprochen freundlich für einen Mockbuster aus. Nach Ansicht einiger Kritiker handelte es sich diesmal um einen der besseren Asylum-Filme. Die Handlung sei durchdacht, und einzelne Ideen funktionierten sehr gut.
Im Juli 2017 wurde der Film im Rahmen der Tele-5-Reihe Die schlechtesten Filme aller Zeiten gezeigt.

## Fortsetzung
Mit Avengers Grimm 2 – Time Wars von Maximilian Elfeldt erhielt der Film eine Fortsetzung, die am 1. Mai 2018 veröffentlicht wurde.